# Спорт у Донецьку
Донецьк — потужний спортивний центр України. Свого часу тут проходили чемпіонати СРСР з тенісу, легкої атлетики, боксу. Також у Донецьку проводилися міжнародні змагання: матчеві зустрічі Кубку Девіса, Ліги Чемпионів УЄФА.

## Історія
На початку XX століття в Юзівці найпопулярнішими видами спорту були велоспорт, важка атлетика, гімнастика, боротьба й футбол. Існували різні спортивні товариства, на нерегулярній основі. У жовтні 1911 року віце-губернатор Катеринославської губернії камер-юнкер Татищев задовольнив прохання про відкриття Юзівського спортивного товариства — це було перше регулярне спортивне товариство. Товариство розвивало різні види спорту, але основним був футбол.
У 1915 році спортивне товариство Новоросійської компанії нараховувало 200 членів. У квітні 1919 року Донецький губернський військовий комісаріат запровадив у школах народної освіти заняття з фізкультури й ухвалив положення про робочі спортивні клуби. 30 квітня 1923 року в Юзівці проведено перше спортивне свято з участю всіх спортивних клубів Донбасу.
1937 року Донецьку було присуджено перше місце в СРСР за досягнуті успіхи в розвитку фізкультури й спорту серед трудящих.
У Донецьку працювали заслужені тренери СРСР і УРСР: Анатолій Коваленко, Юрій Бухман, Володимир Самаров, Ілля Устименко, Григорій Курлянд, Борис Єзерський, Віктор Борота, Володимир Камельзон, Володимир Абраменко, Олександр Билязе, Євгеній Сапронов, Віктор Хейфец, Віталій Петров.

## Спортивні споруди

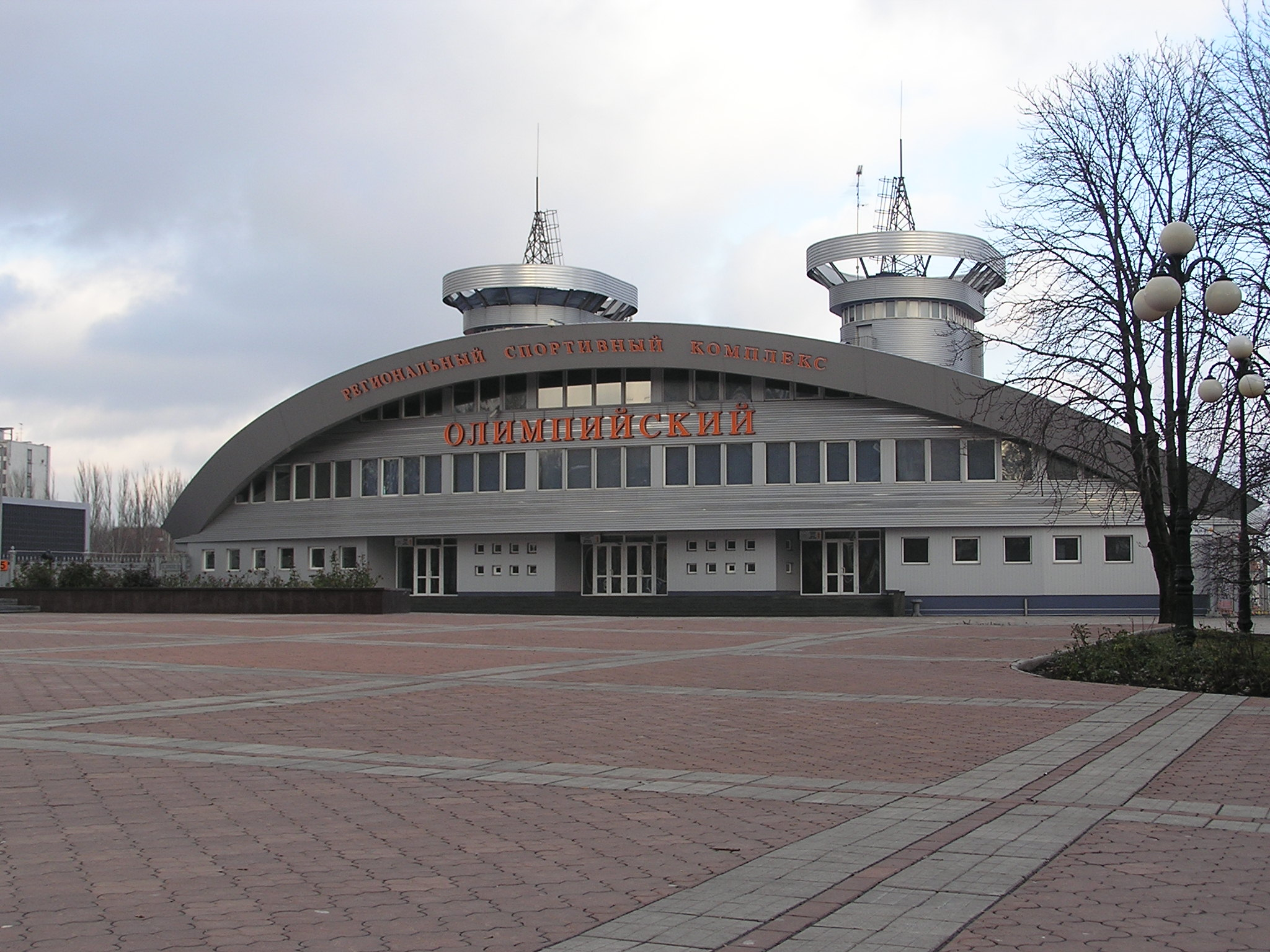
Регіональний спортивний комплекс «Олімпійський»

У Донецьку побудовано 9 палаців спорту, 13 стадіонів, 11 плавальних басейнів, 3 легкоатлетичних манежі, 300 спортивно-гімнастичних залів.
Спортивні комплекси:
- РСК «Олімпійський» (Київський район (Донецьк))
- «Кіровець» (Кіровський район (Донецьк))
- Шахтоуправління «Донбас» (Будьонівський район (Донецьк))
- Шахти «Лідіївка» (Кіровський район (Донецьк))

Палаци спорту:
- «Дружба» (Калінінський район (Донецьк))
- «Спартак» (Київський район (Донецьк))
- «Шахтар» (Ворошиловський район (Донецьк))
- «Динамо» (Ворошиловський район (Донецьк))
- «Будівельник» (Калінінський район (Донецьк))
- Шахтоуправління «Октябрьське» (Куйбишевський район (Донецьк))
- «Ювілейний» (Кіровський район (Донецьк))

Стадіони:
- «Шахтар» (Ворошиловський район (Донецьк))
- «Моноліт» (Київський район (Донецьк))
- «Металург» імені 125-річчя ДМЗ (Ленінський район (Донецьк))
- «Донбас Арена» (Київський район (Донецьк))

Легкоатлетичні манежі:
- «Буревестник» (Ворошиловський район (Донецьк))
- «Авангард» (Ворошиловський район (Донецьк))
- ДЮСШ (Ворошиловський район (Донецьк))

Плавальні басейни:
- ДонНУ (Ворошиловський район (Донецьк))
- ДонНТУ (Ворошиловський район (Донецьк))
- ДОСААФ (Калінінський район (Донецьк))

Водна станція:
- «Спартак» (Ворошиловський район (Донецьк))

Стрілецькі тири:
- «Динамо» (Київський район (Донецьк))
- «Донецькміськмаш» (Ленінський район (Донецьк))

Мотодром (Калінінський район (Донецьк))

## Спортивні клуби
- Спортивний клуб ІСД створений в липні 2001 року. 7 відділень за видами спорту: стендова і кульова стрільба, велоспорт, важка атлетика, плавання, шахи, фехтування, мотоспорт;
- Спортивний клуб «NORD». Відділення настільного тенісу.

## Футбол і міні-футбол

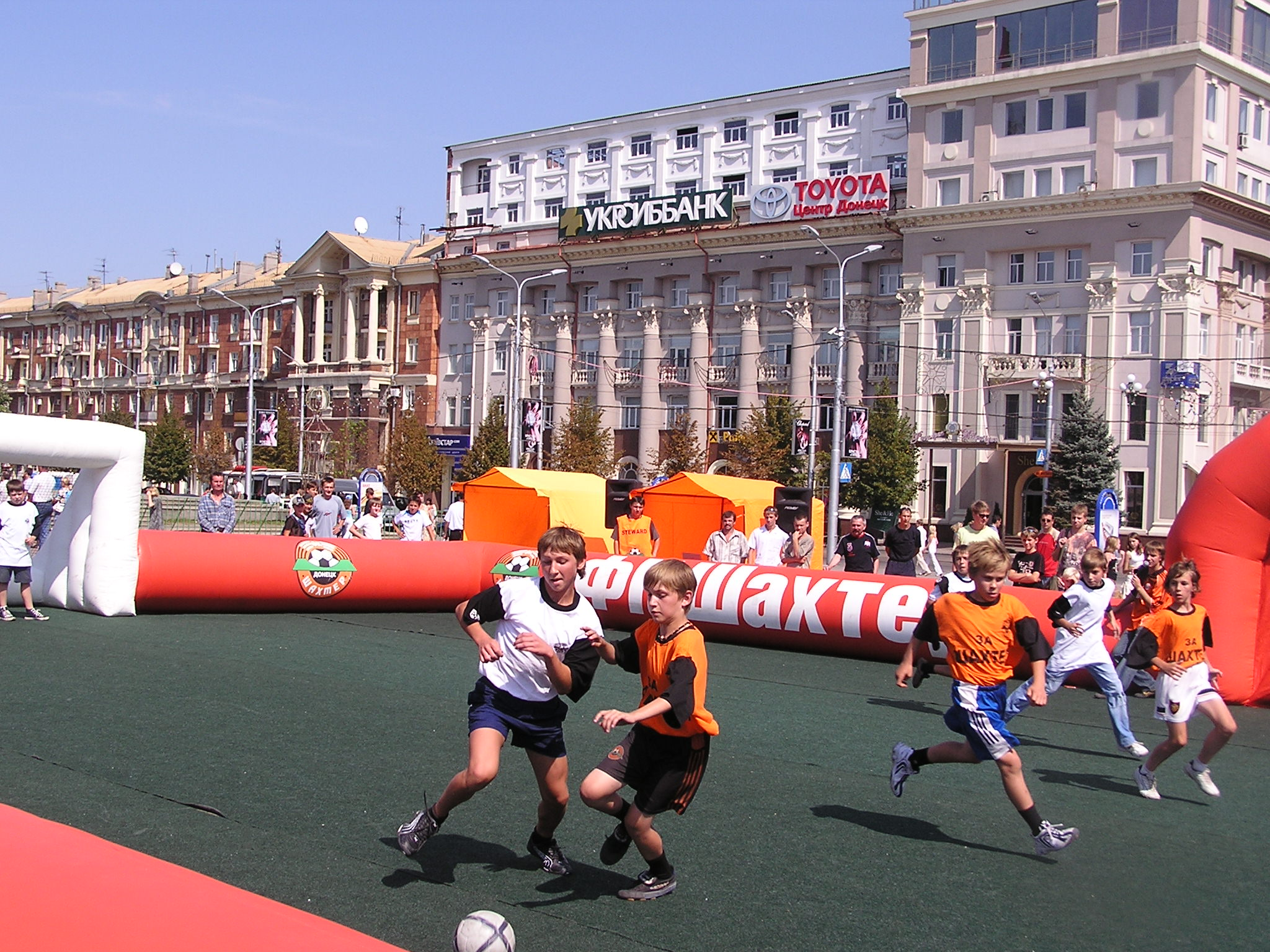
Змагання на центральній площі Донецька

Футбольні клуби «Металург» і «Шахтар» грають в Українській Висшій лізі. Також «Шахтар» грав в Лізі Чемпіонів УЄФА. Шахтар кількаразовий Чемпіон України, власник Кубка України, Суперкубка України, Кубка УЄФА. В Друзій лізі, у групі Б грають футбольні клуби «Олімпік» і «Титан».
Жіночий футбол представлений командою «Донеччанка». Також діє Центр олімпійської підготовки по жіночому футболі.
На стадіонах «Шахтар» і «Олімпійський» проходили матчі ліги чемпіонів УЄФА 2004/2005 і 2006/2007. В Донецьку проводилися матчі юнацького чемпіонату Європи по футболі Євро-2009 (U-19), а також пройдуть матчі Євро-2012 (матчі групового турніру, чвертьфінал і півфінал).
З 5 по 11 червня 2008 року в Донецьку проходили матчі міжнародного футбольного турніру імені Банникова.
Міні-футбольний клуб «Шахтар» п'ять разів ставав чемпіоном України з міні-футболу (у сезонах 2001—2002, 2003—2004, 2004—2005, 2005—2006, 2007—2008 років) і три рази завойовував Кубок України (в 2003, 2004, 2006 роках).
Також у вищій лізі грав міні-футбольний клуб «Київська Русь».
Жіночий міні-футбол представляють команди «Донетчанка-ЦПОР» і «Донтекс».

## Теніс

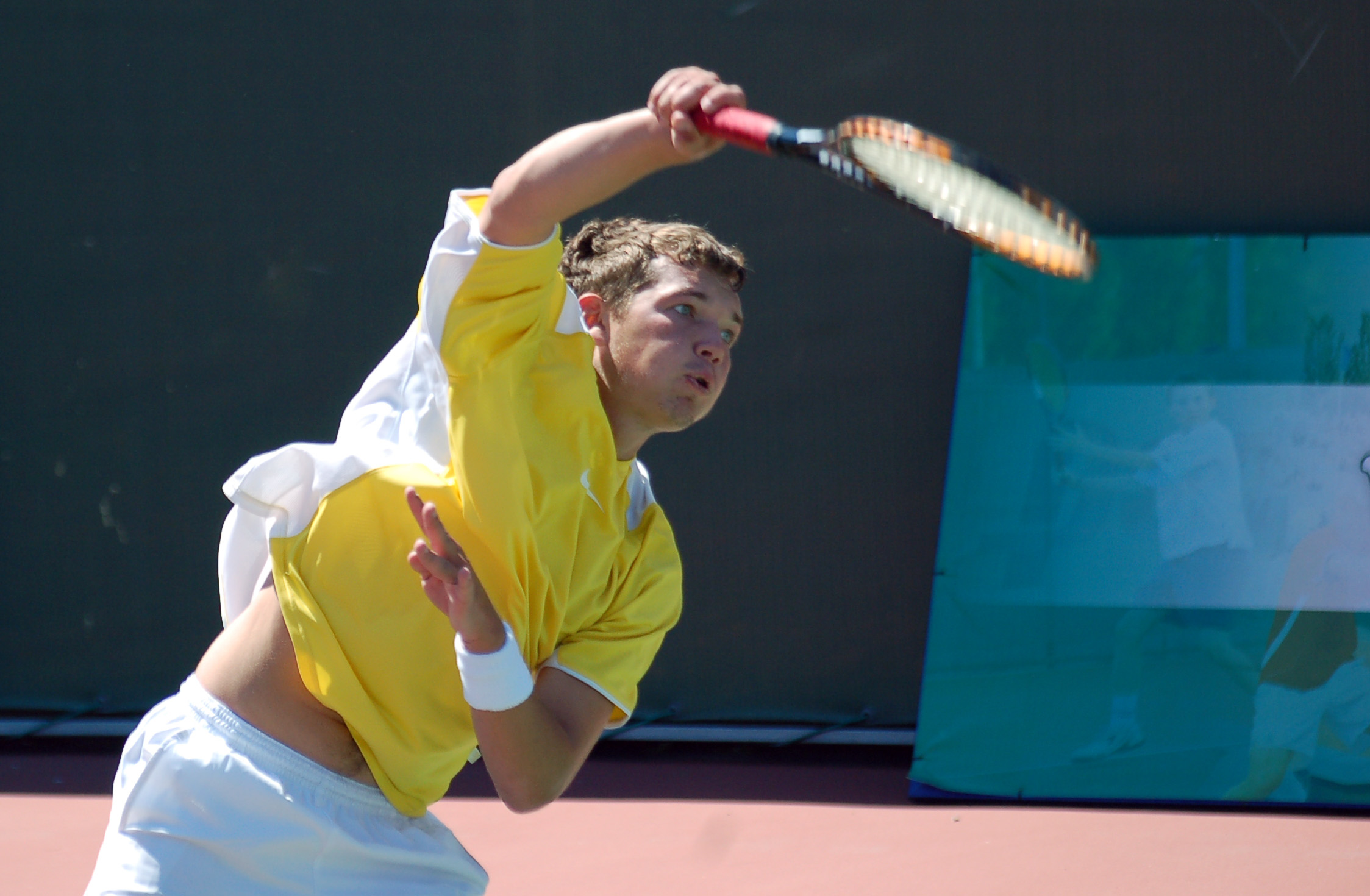

В Донецьку проходили чемпіонати СРСР з тенісу 1978, 1979, 1980 років на кортах Донецької залізниці . В 1997 році в Донецьку відбувся перший національний чемпіонат України з тенісу.
У Донецьку проводяться: професійний чоловічий тенісний турнір «Меморіал Олександра Коляскина», міжнародний юнацький тенісний турнір «Кубок Донецьк АРС».
У Донецьку проходили матчі кубка Девіса 1974, 1982, 2005 років.
Спортивний клуб настільного тенісу «Норд» в 2008 і 2009 роках посів перше місце в суперлізі Клубного Чемпіонату України з настільного тенісу серед чоловічих команд.

## Легка атлетика

Пам'ятник Сергію Бубці

У Донецьку проводився чемпіонати СРСР з легкої атлетики серед молоді і юнаків 1978, 1979, 1980, 1984 років; матчеві зустрічі з легкої атлетики СРСР — США — ФРН 1978 року; матчеві зустрічі СРСР — США, СРСР — ФРН 1979 року.
У Донецьку проводився міжнародний легкоатлетичний турнір «Зірки Жердини». Стрибунам із жердиною Сергію Бубці і Олені Ісинбаєвій надали звання «Почесний громадянин Донецька». Сергію Бубці встановлений пам'ятник.
В 1980 році на XXII літніх Олімпійських іграх донецькі легкоатлети Надія Ткаченко і Ніна Зюськова завоювали золоті медалі, Василь Архипенко — срібну, а Валерій Підлужний — бронзову.

## Хокей і флорбол
1975 року прийняли в експлуатацію Палац спорту «Дружба». У ньому були встановлені холодильні установки й відкрита дитяча хокейна секція. У ПС «Дружба» проводилися матчі серед юнацьких команд Радянського Союзу, в 1975 році — міжнародний молодіжний турнір з хокею серед команд соціалістичних країн, в 1983 році — міжнародний турнір на призи газети «Радянський спорт» за участю клубів вищої й першої ліг СРСР («Сокіл» (Київ), «Салават Юлаєв» (Уфа), «Торпедо» (Горький), «Кристал» (Саратов), СК ім. Урицького Казань), «Ільвес» (Тампере) і національної збірної Румунії. У 1990 році в Донецьку була створена професійна хокейна команда «Кооператор», яка виступала в чемпіонаті СРСР, а також завоювала бронзову медаль на зимовій Спартакіаді України. У травні 1991 року льодове поле ПС «Дружба» вийшло з ладу. Через економічні труднощі встаткування так і не було відремонтовано. Хокеїсти з Донецька перейшли в інші клуби. З них найвідоміші Юрій Литвинов і Олег Твердовський. У березні 2011 року в ПС «Дружба» було встановлено сучасне обладнання для створення льодового покриття у зв'язку з проведенням матчів чемпіонату світу з хокею серед молоді до 18 років і чемпіонату світу з хокею в першому дивізіоні. При цьому ПС «Дружба» не став тільки лише льодовою ареною. На льодове покриття в короткі строки може бути покладено паркет, що робить використання ПС «Дружба» більш універсальним та вигідним.
В 1993 році була створена хокейна команда «Норд».
У 2001 році у Донецьку був створений хокейний клуб «Донбас». Цей клуб у сезоні 2001–2002 років посів третє місце в чемпіонатах України й Білорусі. Потім клуб «Донбас» був розформований, але незабаром зібрався в новому складі. У сезоні 2005–2006 хокейний клуб «Донбас» переміг у чемпіонаті України першої ліги.
В Донецьку була створена Донецька обласна федерація хокею, що в 2006 році була прийнята в федерацію хокею України.
В 2003, 2004 і 2008 роках у Донецьку проходив відкритий кубок України з флорболу «Крилатий м'яч». Також в Донецьку проходив зимовий Міжнародний турнір з флорболу «Срібна сніжинка». У 2004 році проводився відкритий чемпіонат Донецької області «Весна-2004». У 2007 році проводився турнір з флорболу «Журналиада Донбасу».
Флорбольні команди міста: «Лідер», «Галант», «Еліс», «Олімпік».

## Більярд
У більярдному клубі «Маяк» розміщено 15 повнорозмірних столів для російського більярду й 2 столи для пулу. У більярдному клубі «Міраж» розміщено 5 повнорозмірних столів для російського більярду й 1 стіл для пулу. У більярдному клубі «Тандем» крім повнорозмірних столів є столи «три чверті». У більярдному клубі «MAXI» розміщено 14 повнорозмірних столів для російського більярду. Клуб «MAXI» є одним з базових клубів Донецької обласної федерації більярдного спорту, від проводить найбільшу кількість офіційних турнірів. У більярдному клубі «Піраміда» розміщено 5 повнорозмірних столів для російського більярду. Клуб «Піраміда» підпорядквується Донецькій обласній студентській федерації більярдного спорту. У більярдному клубі «Ювілейний» розміщено 19 повнорозмірних столів для російського більярду, 2 столи для снукеру й 1 стіл для американського більярду.

## Міське орієнтування

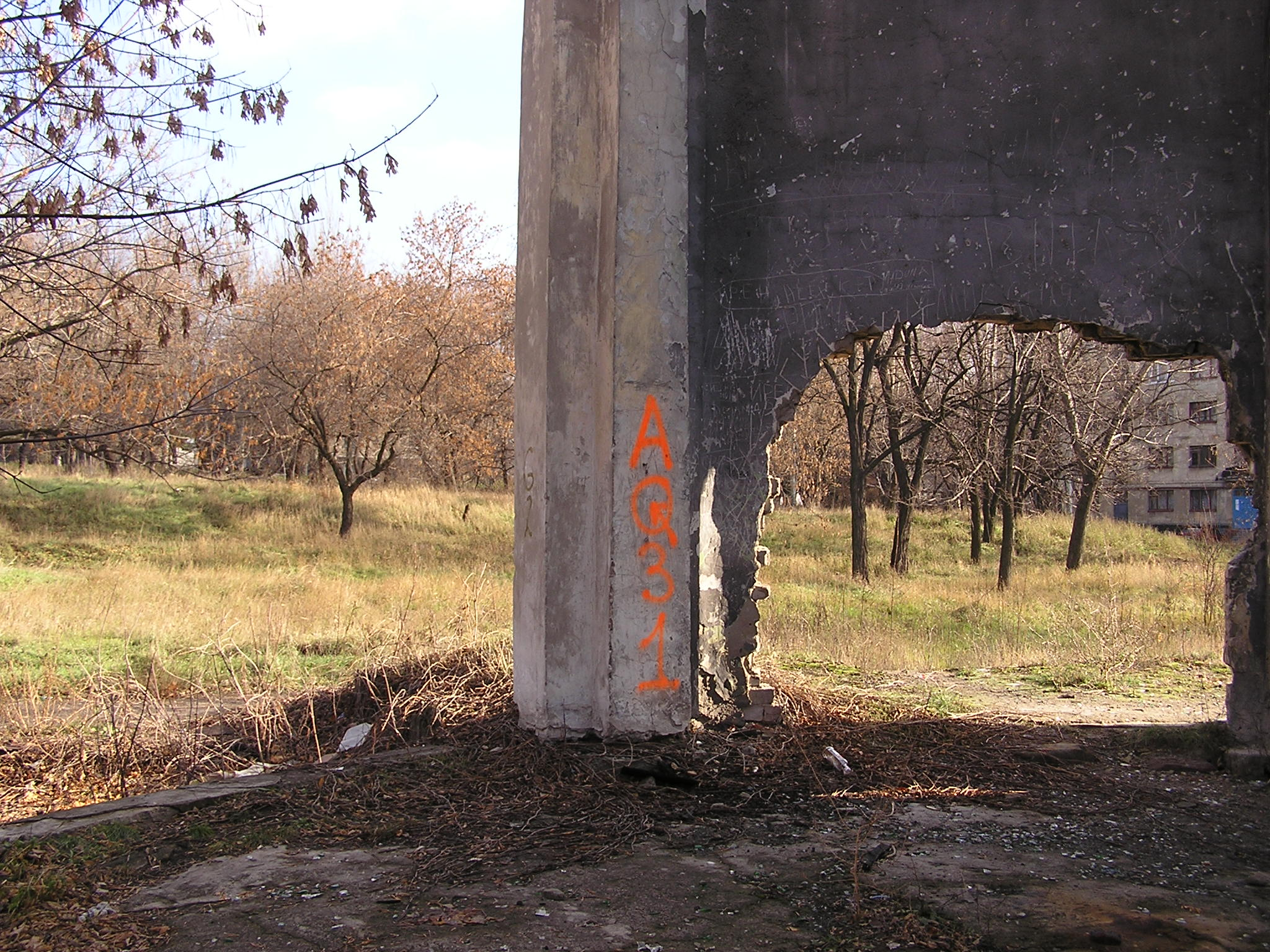
AutoQuest в Донецьку. Вказівки на чек

У Донецьку проводиться ряд інтелектуальних автомобільних гонок в основу яких лягло міське орієнтування:
- AutoQuest[19], формат ігор: жовтий (проводиться з 2006року) і зелений (проводиться з 2007року);
- SotaQuest[20];
- Dozo[21];
- CityGame[22];
- STALKER[23];
- Encounter[24];
- Quest.ua[25].

З 2007року в Донецьку проводяться ігри FootQuest.

## Вітрильний спорт
В Донецьку на Кальміусському водосховищі проводяться змагання з техніки вітрильного туризму.

## Спортивна гімнастика
В 1915 році гімнастична команда «Соколи» нараховувава 80 чоловек.
В 1936 році донецький гімнаст Леонід Яриза став першим в Донбасі й шостим в країні майстром спорту СРСР.
Поліна Астахова закінчила донецький фізкультурний технікум і в Донецьку почалася її спортивна слава. В 1960 році Поліна Астахова стала чемпіонкою XVII літніх Олімпійських ігор з спортивної гімнастики.
В Донецьку живе олімпійська чемпіонка з спортивної гімнастики Лілія Подкопаєва, під її керівництвом у місті проводився міжнародний фестиваль «Золота Лілія». В 1997 році Лілля Подкопаєва була визнана «Спортсменкою року».

## Бокс
У ПС «Дружба» проводилися матчеві зустрічі з боксу СРСР — США 1978 року, в ПС «Шахтар» проходила матчева зустріч збірних команд по боксу СРСР — Франція на кубок Європи Жуля Ремо. У Донецьку проводився чемпіонат СРСР з боксу 1982 року.
Донецький боксер Едуард Кауфман став чемпіоном з боксу на спартакіаді народів СРСР 1967 року. В 1980 році на XXII літніх Олімпійських іграх донецький боксер Віктор Мирошниченко завоював срібну медаль.
Інші відомі донецькі боксери: Олександр Ягубкин, Владислав Засипко.

## Важка атлетика
Донецький важкоатлет Станіслав Батищєв і донецькі штангісти Юрій Яблоновський і Олександр Галкін поставили світові рекорди.
В 1980 році на XXII літніх Олімпійських іграх донецький важкоатлет Олександр Первий завоював срібну медаль.
Володимир Турчинський організував в Донецьку змагання «Найдужча людина України».

## Баскетбол
Донецька чоловіча баскетбольна команда «Донбасканалбуд» стала переможцем IV спартакіади УРСР.
Баскетбольний клуб «Шахтар» був бронзовим призером України в 1995 році й срібним призером України в 1996 році.
У вищій лізі грає команда «Донецьк». У першій лізі грають дві жіночі команди «Тектонік — СДЮШОР», «Донетчанка — Університет». Вісім команд грають у юнацькій лізі.
Жіноча баскетбольна команда «Енергобіс» брала участь у кубку Ронкетті.

## Вільна боротьба
В 1980 році на XXII літніх Олімпійських іграх донецький борець Ілля Мате завоював золоту медаль.

## Велоспорт
14 і 15 квітня 2007 року пройшли змагання з велоспорту «Гран-прі Донецька» організовані спортивним клубом ІСД. Змагання складалися з двох велоперегонів національного рівня: гонку-критеріум у програмі чемпіонату України з велоспорту і групового шосейного велоперегону.

## Автоспорт
У 2005 році почав функціонувати картодром «Донбас-карт». Комплекс включає трасу для картингу довжиною близько 800 метрів з постами для маршалів і хронометражем, обладнані бокси, площадки для команд із підведеною електрикою. Ця траса є однієї із найкращих в Україні, поряд з полтавською «Лтавою» і картодромом київського спортивного комплексу «Чайка». Регулярно проводяться місцеві й національні змагання, аматори змагаються в перегонах на прокатних картах. У 2007 році проходив етап чемпіонату України по мотогонкам.
Донецьк приймає в себе ралі «Донбас», проводяться змагання з автокросу.

## Автомодельний спорт
Донецьк є одним з небагатьох міст України, що мають стаціонарну трасу для радіокерованих автомоделів. Вона була створена дитячо-юнацьким автомодельним клубом «Формула», розташована поруч із будинком клубу в Київському районі.

## Радіоспорт
В 1959 році донецькі радисти завоювали на міжнародних змаганнях кубок А.С.Попова. В 1959 році донецькі радисти завоювали кубок журналу «Всім [Архівовано 30 листопада 2012 у WebCite]» за далекі зв'язки з одним передавачем.

## Кіберспорт
«Кіберспорт Арена» — комп'ютерний клуб для проведення міжнародних професійних турнірів з кіберспорту.
У лютому 2007 року в Донецьку проводився Кубок ДОННТУ з комп'ютерних ігор. У рамках кубку проводилися змагання з наступних ігор: Counter-Strike 5х5, FIFA 2007, Need For Speed: Most Wanted, Quake III Arena, Warcraft III: Reign of Chaos, StarCraft: Brood War.

## Капоейра
Офіційне представництво групи «Rabo De Arraia» в Донецьку https://web.archive.org/web/20100113080543/http://capoeira-rda.dn.ua/
Grupo LeLeka Capoeira www.capoeira.dn.ua
Школа Капоейри «Luta Nacional» www.capoeira.in.ua

## Волейбол
Волейбольний клуб «Шахтар» в 1992 році став чемпіоном чемпіонату СРСР з волейболу серед чоловіків.

## Гандбол
Гандбол у Донецьку представлений командами «Шахтар-Академія», «Політехнік», «Донетчанка». «Шахтар-Академія» — триразовий чемпіон України.

## Кінний спорт
Мають розвиток в Донецьку й кінні види спорту. Створено кілька кінно-спортивних баз, серед яких «Ягуар», «Татерсаль», «Пегас», СДЮШОР "Локомотив", «Алюр». Навесні 2009 року відкритий кінно-спортивний комплекс Європейського рівня «DONBASS EQUI CENTRE».

## Американський футбол
Команда американського футболу «Скіфи-ДонНТУ» дев'ять разів ставала чемпіоном України з американського футболу (з 1994 по 2003 рік).

## Шахи
У Донецьку працює міський шахово-шашковий клуб. У Донецькому міському Палаці дитячої і юнацької творчості діє шаховий клуб «Юний гросмейстер».
У Київському районі з 1994 року працює Дитячо-Юнацький Клуб «Донецька Каісса», де сотні дітей пізнають нюанси древньої гри.
У 1971, 1976 роках у Донецьку проводили Чемпіонати УРСР з шахів серед чоловіків. У 1993 році в Донецьку відбувся Чемпіонат України з шахів серед чоловіків.
В чемпіонаті України з шахів серед чоловіків по два рази перемагали донетчани Юрій Ісакович Коц в 1961 та 1971 роках і Євген Мірошниченко в 2003 та 2008 роках. 

У 2006 році Євгеній Мирошниченко став переможцем міжнародного шахового турніру «Інавтомаркет-опен».
Представниця Донецька Катерина Лагно двічі ставала чемпіоном Європи з шахів (в 2005 і 2008 роках).

## Спортивний біг
У Донецьку існує товариство аматорів спортивного бігу, що щорічно проводить змагання на центральних вулицях міста.

## Фехтування
Федерація фехтування Донецької області постійно проводить набір у секції фехтування в Донецьку, Макіївці, Горлівці. Адреса сайту http://ffdo.blogspot.com [Архівовано 23 лютого 2022 у Wayback Machine.]

## Регбі
Діє Донецька обласна федерація регбі.
2 і 3 травня 2008 року в Донецьку проходив Чемпіонат України з регбі-7 серед юнаків 1993 року народження. З 16 по 20 жовтня 2008 року в Донецьку проходив Чемпіонат України з регбі-12 серед юнаків 1993 року народження.
Донецька команда Тигри Донбасу була чемпіоном України
Тренер клубу Тигри Донбасу Антон Леонідович Бойко був визнаний найкращим тренером з підготовки юнаків 1994–1996 років народження в сезоні регбі-15 2008 року.
Раніше в Донецьку існували команди регбі «Металург», «Моноліт», «Негоціант».